# Venancio Flores
Venancio Flores Barrios (18. svibnja 1808. – 19. veljače 1868.), bio je urugvajski politički vođa i general. Flores je bio predsjednik Urugvaja od 1854. do 1855. godine, te od 1865. do 1868. godine. 

## Rana karijera
Godine 1839. postavljen je za političkog predsjednika departmana San Joséa. Borio se u "Guerra Grandeu" protiv Manuela Oribea i njegovih argentinskih pristaša. Postao je vodeća figura u stranci Colorado i stvorio je trijumvirat s Fructuoso Riverom i Juanom Antoniom Lavallejom 1853. godine. :21

## Prvi predsjednički mandat
Nakratko postaje predsjednik i ostaje na vlasti sve do kolovoza 1855. godine, kada ga je svrgnuo predsjednik Blanca Manuel P. Bustamante, što je rezultiralo građanskim ratom, a Flores se sklonio u Argentinu. :21

## Uloga u građanskom ratu
Godine 1863. pokrenuo je pobunu ( Cruzada Libertadora ili Križarski rat) protiv predsjednika Blanca Bernarda Berroa, što je dovelo do građanskog rata u Urugvaju. :24 Uz pomoć Argentine i Brazila, do veljače 1865. Zauzeo je Montevideo. 

## Drugi predsjednički mandat
Uspostavio je privremenu vladu, kako bi se prikrila osobna diktatura. Iako urugvajska stranka Colorado ima reputaciju progresivne i demokratske, Flores i drugi čelnici stranke Colorado iz 19. stoljeća, kao i mnogi ugledni vođe Kolorada 20. stoljeća, svojim su postupcima kolektivno pokazali da im je drago biti diktatori nego providiti opču politiku. Tendencija nekih promatrača da se južnoameričke šefove država koji su vladali dekretom opisuju kao „faktički“ predsjednici može biti viđena u ovom svjetlu. Za vrijeme Floresovog mandata, Urugvaj je zajedno s Brazilom i Argentinom sudjelovao u tzv. paragvajskom ratu. 
Floresov mandat završio je 15. veljače 1868. godine. 

## Atentat
Četiri dana nakon što je odstupio s dužnosti predsjednika, ubila ga je skupina neidentificiranih napadača. No iako Floresove ubojice nisu formalno identificirane, može se dodati da je kao pozadina njegovog atentata isprekidan urugvajski građanski rat koji se tijekom cijelog velikog dijela 19. stoljeća nastavio između Colorada i Blancosa. 

## Nasljedstvo
Kasniji predsjednik Máximo Santos osnovao je departman u središnjem dijelu Urugvaja i nazvao ga je po Floresu.
Šire gledano, njegovo je razdoblje na vlasti nastavilo je tendenciju koja je već prisutna barem kod nekih predsjednika koji su dolazili ii stranke Colorado, da bi nacionalno vodstvo pod tom strankom bilo nominalno liberalno u doktrini, ali zapravo izrazito autoritarno. U tom je smislu Flores definitivno imao karaker „Riverista“, nakon umjesto u onome što bi se kasnije nazivalo „Batllista“.     